# Crittosistema di Rabin
Il crittosistema di Rabin è un sistema di cifratura a chiave pubblica sviluppato nel 1979 da Michael Oser Rabin che, come per il sistema RSA, basa la propria sicurezza sul fatto che il problema della fattorizzazione di interi è computazionalmente difficile.

## Cifratura

### Generazione delle chiavi
Ogni utente deve
- Generare due numeri primi p e q tali che {\displaystyle p\equiv 3{\pmod {4}}\,} e {\displaystyle q\equiv 3{\pmod {4}}\,}
- Calcolare {\displaystyle n=pq}

A questo punto
- {\displaystyle (p,q)} è la chiave privata
- {\displaystyle n} è la chiave pubblica

### Funzione di cifratura
La funzione di cifratura è:
{\displaystyle f_{A}:\mathbb {Z} _{n}\to \mathbb {Z} _{n},f_{A}(M)=C\equiv M^{2}{\pmod {n}}\,}

## Decifrazione
La procedura per decifrare un dato messaggio cifrato {\displaystyle C} richiede la conoscenza della chiave privata {\displaystyle (p,q)} e l'esecuzione dei seguenti passaggi:
1. Si calcolano
  1. {\displaystyle m_{p}\equiv C^{\frac {p+1}{4}}{\pmod {p}}\,}
  2. {\displaystyle m_{q}\equiv C^{\frac {q+1}{4}}{\pmod {q}}\,}

Allora {\displaystyle \pm m_{p}{\pmod {p}}\,} e {\displaystyle \pm m_{q}{\pmod {q}}\,} sono le radici quadrate di {\displaystyle C} in {\displaystyle \mathbb {Z} _{p}} e {\displaystyle \mathbb {Z} _{q}} rispettivamente.
1. Con l'algoritmo di Euclide si calcolano due interi {\displaystyle a,b} tali che {\displaystyle ap+bq=1}
2. Con il Teorema cinese del resto si computano
  1. {\displaystyle M_{1}=apm_{q}+bqm_{p}}
  2. {\displaystyle M_{2}=apm_{q}-bqm_{p}}
  3. {\displaystyle M_{3}=-apm_{q}+bqm_{p}}
  4. {\displaystyle M_{4}=-apm_{q}-bqm_{p}}
3. Uno tra {\displaystyle M_{1}}, {\displaystyle M_{2}}, {\displaystyle M_{3}}, {\displaystyle M_{4}} è {\displaystyle M}

## Dettagli e casi particolari
Per distinguere la m che codifica il messaggio delle altre radici (le altre m), sarà necessario includere informazioni aggiuntive.
È interessante il fatto che nel caso in cui il numero primo P è congruente a 1 modulo 4, nessun algoritmo polinomiale deterministico è noto per trovare le radici quadrate dei residui quadratici di  P.
Pertanto, il fatto che P = 3 mod 4, e q = 3 mod 4 è fondamentale per il corretto funzionamento dell'algoritmo descritto, in quanto è la campo di esistenza delle equazioni precedenti.
Un utente malintenzionato non saprebbe quale delle quattro radici è corretta, ma non il destinantario. Ciò viene risolto concordando alcune regole di ridondanza, note fra mittente e destinatario, da includere nel messaggio per essere in grado di distinguere quale delle quattro radici corrisponde a quella del messaggio originale.